# Buruc
Buruc (armeniska: Buruj, Բուրուջ) är en ort i Azerbajdzjan.   Den ligger i distriktet Tərtər Rayonu, i den centrala delen av landet, 250 km väster om huvudstaden Baku. Buruc ligger 207 meter över havet och antalet invånare är 1 005.
Terrängen runt Buruc är lite kuperad, och sluttar brant österut. Närmaste större samhälle är Terter, 3,6 km sydväst om Buruc.
Trakten runt Buruc består till största delen av jordbruksmark. Runt Buruc är det ganska tätbefolkat, med 134 invånare per kvadratkilometer.